# Ituri (prowincja)
Ituri – prowincja w Demokratycznej Republice Konga, która ma powstać na mocy konstytucji przyjętej w 2006 roku; obecnie w granicach Prowincji Wschodniej. Stolicą prowincji ma być Bunia.
W latach 1996–2007 tereny prowincji Ituri były teatrem zbrojnych starć między rolniczą ludnością Lendu a żyjącym z hodowli zwierząt ludem Hema.
W październiku 2008 Ituri stało się areną walk pomiędzy rebeliantami Laurenta Nkundy, a siłami rządowymi.